# Voyelle mi-fermée antérieure arrondie
La voyelle mi-fermée (ou moyenne supérieure) antérieure arrondie est une voyelle utilisée dans certaines langues. Son symbole dans l'alphabet phonétique international est un o barré diagonalement [ø], et son équivalent en symbole X-SAMPA est 2.
Le symbole API est un o minuscule traversé par une barre diagonale ; il est dérivé des alphabets danois, féroïen et norvégien. Il n’est pas à confondre avec le o barré horizontalement, utilisé pour une voyelle mi-fermée centrale arrondie.

## Caractéristiques
- Son degré d'aperture est mi-fermé, ce qui signifie que la langue est positionnée aux deux-tiers du chemin entre une voyelle fermée et une voyelle moyenne.
- Son point d'articulation est antérieur, ce qui signifie que la langue est placée aussi loin que possible à l'avant de la bouche.
- Son caractère de rondeur est arrondi, ce qui signifie que les lèvres sont arrondies (sous deux formes possibles de réalisation phonétique, endolabiale ou exolabiale ; seul le suédois en fait une distinction phonémique pour cette voyelle).

## Langues
- Français : peu [pø], vœu, [vø].
- Allemand : schön [ʃøːn] « beau »
- Breton : beure ['bøːre] « matin »
- Danois : købe [køːbə] « achat »
- Féroïen : øl [øːl] « bière »
- Finnois : yö [yø] « nuit »
- Hongrois : nő [nøː] « femme »
- Monégasque : nœte [nøte] « nuit »
- Néerlandais : breuk [brøːk] « fracture »
- Suédois : öl [øːl] « bière ». Le suédois possède toutefois une caractéristique unique, la distinction phonémique entre deux types de rondeur pour cette voyelle : une endolabiale et une exolabiale. Il n'existe encore aucun diacritique API pour représenter ce contraste, ce qui entraîne une ambiguïté entre les deux modes exolabial et endolabial (le mode exolabial étant pris par défaut si aucune indication n'est fournie)[réf. nécessaire].